# Рудня (Корюківська міська громада)
Ру́дня —  село в Україні, у Корюківській міській громаді Корюківського району Чернігівської області. Населення становить 134 осіб.  До 2020 орган місцевого самоврядування — Шишківська сільська рада.

## Географія
Село розташоване на річці Слот  за 37 км від районного центру і залізничної станції Корюківка та за 4 км від сільської ради. Висота над рівнем моря — 135 м.

## Історія
Село засноване у XVII ст. і пов'язане із заснуванням Шейдівського монастиря, якому належало 12 тис. гектарів землі.
Для побудови монастиря вибирались найкращі дерева. Столітні дуби та сосни зрубувались сокирами, на місці робився зруб, а потім зруб по дереву виносився на горбок біля ставка і викладався. Перенесення дерева проводилося на руках. Монахи говорили, що для монастиря дерева возити не можна. Кожну деревину несло 14-20 селян на кілках. На деревині сидів монах з довгим канчуком в руках, а люди повинні були бігцем нести дерево. Коли ж селяни йшли повільно, монах підганяв їх.
Монахи незаконно захопили землю і примушували селян до роботи, останні поскаржились царю. Було вислано спеціальну комісію. Князь Михайло Чернігівський, діючи на основі грамоти царя, послав військо до монастиря. Почувши про наближення війська, монахи розбіглися. Частина перебралась в Каменський монастир, а більшість пішла на захід у нетрі білоруських лісів.
За оповідями старожилів, в селі був скляний завод, де виготовлялося кольорове скло, яке використовувалось для оздоблення церковних споруд.
12 червня 2020 року, відповідно до розпорядження Кабінету Міністрів України № 730-р «Про визначення адміністративних центрів та затвердження територій територіальних громад Чернігівської області», увійшло до складу Корюківської міської громади.
19 липня 2020 року, в результаті адміністративно-територіальної реформи та ліквідації колишнього Корюківського району, село увійшло до складу новоутвореного Корюківського району.